# Fußballclub Carl Zeiss Jena 2005-2006
Questa voce raccoglie le informazioni riguardanti il Fußballclub Carl Zeiss Jena nelle competizioni ufficiali della stagione 2005-2006.

## Stagione
Nella stagione 2005-2006 il Carl Zeiss Jena, allenato da Heiko Weber, concluse il campionato di Regionalliga nord al 2º posto e fu promosso in 2. Bundesliga.

## Rosa
| N. |                     | Ruolo | Calciatore        |
| -- | ------------------- | ----- | ----------------- |
| 1  | Germania (bandiera) | P     | Christian Person  |
| 2  | Germania (bandiera) | C     | Ronny Thielemann  |
| 3  | Germania (bandiera) | D     | Holger Hasse      |
| 4  | Polonia (bandiera)  | D     | Krzysztof Kowalik |
| 5  | Germania (bandiera) | D     | Alexander Maul    |
| 7  | Germania (bandiera) | C     | Torsten Ziegner   |
| 8  | Germania (bandiera) | D     | Ralf Schmidt      |
| 9  | Germania (bandiera) | C     | Tobias Werner     |
| 10 | Germania (bandiera) | A     | Sebastian Hähnge  |
| 11 | Germania (bandiera) | A     | Mark Zimmermann   |
| 12 | Germania (bandiera) | P     | Daniel Kraus      |
| 14 | Germania (bandiera) | C     | Kevin Schlitte    |
| 15 | Germania (bandiera) | D     | Toni Wachsmuth    |

| N. |                      | Ruolo | Calciatore       |
| -- | -------------------- | ----- | ---------------- |
| 16 | Germania (bandiera)  | C     | Andreas Keil     |
| 20 | Germania (bandiera)  | A     | Fiete Sykora     |
| 21 | Germania (bandiera)  | C     | Stefan Kühne     |
| 22 | Germania (bandiera)  | D     | Felix Holzner    |
| 30 | Germania (bandiera)  | A     | Toni Juraschek   |
|    | Germania (bandiera)  | D     | Tim Erfen        |
|    | Serbia (bandiera)    | C     | Michael Aničić   |
|    | Germania (bandiera)  | C     | Michael Bochtler |
|    | Germania (bandiera)  | C     | Maik Kunze       |
|    | Tunisia (bandiera)   | C     | Kais Manai       |
|    | Serbia (bandiera)    | A     | Miroslav Jović   |
|    | Argentina (bandiera) | A     | Daniel Zaccanti  |

## Organigramma societario
Area tecnica
- Allenatore: Heiko Weber
- Allenatore in seconda: Marco Kämpfe
- Preparatore dei portieri:
- Preparatori atletici:
- Analisi video:

## Calciomercato

### Sessione estiva
| Acquisti | Acquisti         | Acquisti         | Acquisti |
| R.       | Nome             | da               | Modalità |
| -------- | ---------------- | ---------------- | -------- |
| C        | Michael Bochtler | Nöttingen        |          |
| D        | Holger Hasse     | Erzgebirge Aue   |          |
| C        | Maik Kunze       | Erzgebirge Aue   |          |
| C        | Carsten Paulick  | Plauen           |          |
| P        | Christian Person | Magdeburgo       |          |
| D        | Rayk Schröder    | Energie Cottbus  |          |
| A        | Fiete Sykora     | Hansa Rostock II |          |

| Cessioni | Cessioni            | Cessioni           | Cessioni |
| R.       | Nome                | a                  | Modalità |
| -------- | ------------------- | ------------------ | -------- |
| C        | Robert Böhme        | Plauen             |          |
| D        | Thorsten Görke      | Chemnitz           |          |
| C        | Sven Hartwig        | Babelsberg         |          |
| C        | Olaf Holetschek     | Carl Zeiss Jena II |          |
| P        | Boris Jovanović     | Timok              |          |
| P        | Kenneth Kronholm    | Wormatia Worms     |          |
| C        | Patrick Leutloff    | Carl Zeiss Jena II |          |
| A        | Andreas Schwesinger | Sachsen Lipsia     |          |
| A        | Sebastian Wille     | Hallescher         |          |

### Sessione invernale
| Acquisti | Acquisti        | Acquisti             | Acquisti |
| R.       | Nome            | da                   | Modalità |
| -------- | --------------- | -------------------- | -------- |
| C        | Michael Aničić  | Eschborn             |          |
| A        | Daniel Zaccanti | Lucerna              |          |
| C        | Kevin Schlitte  | Germania Halberstadt |          |
| C        | Stefan Kühne    | Holstein Kiel        |          |

| Cessioni | Cessioni         | Cessioni   | Cessioni |
| R.       | Nome             | a          | Modalità |
| -------- | ---------------- | ---------- | -------- |
| A        | Manuel Endres    | Hallescher |          |
| D        | Faruk Hujdurović | Eschborn   |          |
| C        | Carsten Paulick  | Plauen     |          |
| A        | Visar Rushiti    | Bayreuth   |          |

## Risultati

### Regionalliga

#### Girone di andata
| Arbitro: | Gagelmann |

|               |           |                               |
| Policella 56’ | Marcatori | 43’ Kunze 70’, 84’ Zimmermann |

| Arbitro: | Frank |

|                |           |                |
| Zimmermann 68’ | Marcatori | 84’ Schnitzler |

| Arbitro: | Kleve |

|             |           |                                    |
| Dejagah 58’ | Marcatori | 2’ Hähnge 46’ Erfen 55’ Thielemann |

| Arbitro: | Schriever |

|  |           |             |
|  | Marcatori | 18’ Noutsos |

| Arbitro: | Bippen |

|           |           |                                    |
| Mayer 80’ | Marcatori | 9’ Manai 52’ Zimmermann 64’ Hähnge |

| 27 agosto 2005 6ª giornata |  | – turno di riposo |  |  |

| Arbitro: | Anklam |

|  |           |                     |
|  | Marcatori | 9’ Dobrý 46’ Coiner |

| Arbitro: | Winkmann |

|                               |           |                           |
| de Jong 17’ Reichenberger 23’ | Marcatori | 29’ Thielemann 90’ Sykora |

| Arbitro: | Otte |

|            |           |  |
| Hähnge 40’ | Marcatori |  |

| Arbitro: | Metzger |

|                            |           |            |
| Haeldermans 60’ Bilgin 80’ | Marcatori | 87’ Sykora |

| Arbitro: | Willenborg |

|                |           |             |
| Hähnge 6’, 53’ | Marcatori | 7’ Chitsulo |

| Arbitro: | Frank |

|            |           |                 |
| Wojcik 79’ | Marcatori | 45’, 50’ Hähnge |

| Arbitro: | Bauer |

|                                |           |                  |
| Zott 55’ (aut.) Zimmermann 69’ | Marcatori | 70’ (aut.) Hasse |

| Arbitro: | Joerend |

|  |           |                               |
|  | Marcatori | 11’ (rig.) Ziegner 17’ Hähnge |

| Arbitro: | Meyer |

|                       |           |  |
| Werner 12’ Hähnge 60’ | Marcatori |  |

| Arbitro: | Schumacher |

|                       |           |                               |
| Cannizzaro 15’ (rig.) | Marcatori | 65’ (rig.) Ziegner 83’ Sykora |

| Jena 12 novembre 2005, ore 14:00 CET 17ª giornata | Carl Zeiss Jena | 0 – 0 referto | Lubecca | Ernst-Abbe-Sportfeld (7 074 spett.)\| Arbitro: \| Perl \| |
| Arbitro:                                          | Perl            |               |         |                                                           |

| Arbitro: | Wagner |

|                                       |           |             |
| Feinbier 48’ Lambertz 67’ Podszus 82’ | Marcatori | 49’ Ziegner |

| Arbitro: | Thielert |

|                                           |           |             |
| Hähnge 8’ Sykora 30’ Ziegner 56’ Maul 62’ | Marcatori | 21’ Schwarz |

#### Girone di ritorno
| Arbitro: | Steinhaus-Webb |

|          |           |                        |
| Maul 20’ | Marcatori | 2’ Gensler 67’ Bayertz |

| Arbitro: | Schempershauwe |

|                  |           |            |
| Röttger 20’, 60’ | Marcatori | 48’ Hähnge |

| Arbitro: | Stachowiak |

|                                                  |           |             |
| Schmidt 21’ Hähnge 48’ Zimmermann 52’ Sykora 90’ | Marcatori | 38’ Dejagah |

| Arbitro: | Fischer |

|  |           |           |
|  | Marcatori | 87’ Kunze |

| Arbitro: | Lupp |

|                                      |           |           |
| Ziegner 26’ Zimmermann 68’ Hasse 76’ | Marcatori | 87’ Adamu |

| 25 febbraio 2006 25ª giornata |  | – turno di riposo |  |  |

| Arbitro: | Schößling |

|              |           |                       |
| Piorunek 70’ | Marcatori | 30’ Sykora 42’ Hähnge |

| Arbitro: | Walz |

|              |           |  |
| Zaccanti 80’ | Marcatori |  |

| Arbitro: | Steinhaus-Webb |

|  |           |                            |
|  | Marcatori | 27’ Hähnge 63’, 89’ Sykora |

| Arbitro: | Schmidt |

|                                     |           |           |
| Schlitte 25’ Ziegner 36’ Sykora 52’ | Marcatori | 87’ Çalık |

| Arbitro: | Leicher |

|              |           |              |
| Chitsulo 38’ | Marcatori | 81’ Zaccanti |

| Arbitro: | Rafati |

|            |           |  |
| Hähnge 60’ | Marcatori |  |

| Arbitro: | Metzger |

|  |           |           |
|  | Marcatori | 23’ Kühne |

| Jena 23 aprile 2006, ore 14:00 CEST 33ª giornata | Carl Zeiss Jena | 0 – 0 referto | Werder Brema II | Ernst-Abbe-Sportfeld (6 201 spett.)\| Arbitro: \| Schriever \| |
| Arbitro:                                         | Schriever       |               |                 |                                                                |

| Arbitro: | Schalk |

|  |           |          |
|  | Marcatori | 17’ Maul |

| Arbitro: | Kuhl |

|                          |           |  |
| Zaccanti 69’ Ziegner 83’ | Marcatori |  |

| Lubecca 13 maggio 2006, ore 14:00 CEST 36ª giornata | Lubecca | 0 – 0 referto | Carl Zeiss Jena | Stadion an der Lohmühle (7 300 spett.)\| Arbitro: \| Pickel \| |
| Arbitro:                                            | Pickel  |               |                 |                                                                |

| Arbitro: | Schößling |

|                            |           |                                    |
| Ziegner 36’ Zimmermann 57’ | Marcatori | 17’ Feinbier 51’ Podszus 83’ Pusic |

| Arbitro: | Bippen |

|               |           |  |
| Ouro-Akpo 75’ | Marcatori |  |

## Statistiche

### Statistiche di squadra
| Competizione      | Punti | In casa | In casa | In casa | In casa | In casa | In casa | In trasferta | In trasferta | In trasferta | In trasferta | In trasferta | In trasferta | Totale | Totale | Totale | Totale | Totale | Totale | DR  |
| Competizione      | Punti | G       | V       | N       | P       | Gf      | Gs      | G            | V            | N            | P            | Gf           | Gs           | G      | V      | N      | P      | Gf     | Gs     | DR  |
| ----------------- | ----- | ------- | ------- | ------- | ------- | ------- | ------- | ------------ | ------------ | ------------ | ------------ | ------------ | ------------ | ------ | ------ | ------ | ------ | ------ | ------ | --- |
| Regionalliga nord | 72    | 18      | 11      | 3       | 4       | 29      | 15      | 18           | 11           | 3            | 4            | 29           | 17           | 36     | 22     | 6      | 8      | 58     | 32     | +26 |
| Totale            | 72    | 18      | 11      | 3       | 4       | 29      | 15      | 18           | 11           | 3            | 4            | 29           | 17           | 36     | 22     | 6      | 8      | 58     | 32     | +26 |

### Andamento in campionato
| Giornata  | 1 | 2 | 3 | 4 | 5 | 6 | 7 | 8 | 9 | 10 | 11 | 12 | 13 | 14 | 15 | 16 | 17 | 18 | 19 | 20 | 21 | 22 | 23 | 24 | 25 | 26 | 27 | 28 | 29 | 30 | 31 | 32 | 33 | 34 | 35 | 36 | 37 | 38 |
| --------- | - | - | - | - | - | - | - | - | - | -- | -- | -- | -- | -- | -- | -- | -- | -- | -- | -- | -- | -- | -- | -- | -- | -- | -- | -- | -- | -- | -- | -- | -- | -- | -- | -- | -- | -- |
| Luogo     | T | C | T | C | T |   | C | T | C | T  | C  | T  | C  | T  | C  | T  | C  | T  | C  | C  | T  | C  | T  | C  |    | T  | C  | T  | C  | T  | C  | T  | C  | T  | C  | T  | C  | T  |
| Risultato | V | N | V | P | V |   | P | N | V | P  | V  | V  | V  | V  | V  | V  | N  | P  | V  | P  | P  | V  | V  | V  |    | V  | V  | V  | V  | N  | V  | V  | N  | V  | V  | N  | P  | P  |
| Posizione | 3 | 4 | 3 | 6 | 3 | 6 | 7 | 8 | 7 | 8  | 7  | 6  | 5  | 3  | 4  | 3  | 4  | 5  | 5  | 5  | 6  | 5  | 5  | 3  | 4  | 4  | 4  | 2  | 2  | 2  | 2  | 2  | 2  | 1  | 1  | 2  | 2  | 2  |

Legenda:

Luogo: C = Casa; T = Trasferta. Risultato: V = Vittoria; N = Pareggio; P = Sconfitta.

### Statistiche dei giocatori
| M. Aničić      | 4  | 0  | 0  | 0 |
| M. Bochtler    | 2  | 0  | 0  | 0 |
| M. Endres      | 5  | 0  | 0  | 0 |
| T. Erfen       | 10 | 1  | 0  | 0 |
| H. Hasse       | 31 | 1  | 9  | 1 |
| R. Hildebrandt | 1  | 0  | 0  | 0 |
| F. Holzner     | 14 | 0  | 1  | 0 |
| F. Hujdurović  | 17 | 0  | 6  | 0 |
| S. Hähnge      | 36 | 15 | 1  | 0 |
| M. Jović       | 2  | 0  | 0  | 0 |
| T. Juraschek   | 3  | 0  | 0  | 0 |
| A. Keil        | 0  | 0  | 0  | 0 |
| K. Kowalik     | 20 | 0  | 2  | 0 |
| D. Kraus       | 5  | 0  | 1  | 0 |
| M. Kunze       | 23 | 2  | 2  | 0 |
| S. Kühne       | 16 | 1  | 2  | 0 |
| K. Manai       | 15 | 1  | 0  | 0 |
| A. Maul        | 34 | 3  | 2  | 1 |
| C. Paulick     | 9  | 0  | 1  | 0 |
| C. Person      | 31 | 0  | 0  | 0 |
| V. Rushiti     | 2  | 0  | 0  | 0 |
| K. Schlitte    | 13 | 1  | 4  | 0 |
| R. Schmidt     | 32 | 1  | 4  | 0 |
| F. Sykora      | 27 | 9  | 5  | 1 |
| R. Thielemann  | 33 | 2  | 11 | 1 |
| T. Wachsmuth   | 5  | 0  | 1  | 0 |
| T. Werner      | 32 | 1  | 10 | 0 |
| D. Zaccanti    | 9  | 3  | 1  | 0 |
| T. Ziegner     | 31 | 8  | 8  | 0 |
| M. Zimmermann  | 31 | 8  | 5  | 0 |